# Laura Fraser
Laura Fraser (Glasgow, 24 juli 1975) is een Schotse actrice.

## Biografie
Fraser werd geboren in Glasgow en doorliep de middelbare school aan de Hillhead High School aldaar. In haar jeugd was zij lid van het jeugdtheater Scottish Youth Theatre. Het acteren heeft zij geleerd aan het Royal Conservatoire of Scotland in Glasgow.
Fraser begon in 1995 met acteren in de korte film Good Day for the Bad Guys, waarna zij nog meerdere rollen speelde in films en televisieseries in zowel het Verenigd Koninkrijk als in Amerika. In 2006 werd zij genomineerd voor een Schotse BAFTA Award voor haar rol in de film The Flying Scotsman. In 2013 werd zij samen met de cast genomineerd voor een Screen Actors Guild Award voor de televisieserie Breaking Bad, in 2014 wonnen zij deze prijs ook.
Fraser is in 2003 getrouwd met acteur Karl Geary met wie zij een dochter heeft, zij woont met haar gezin in Brooklyn (New York). Fraser is een geheelonthouder.

## Filmografie

### Films
Selectie:
- 2006 The Flying Scotsman - als Anne Obree
- 2003 Devil's Gate - als Rachael
- 2001 Vanilla Sky - als The Future
- 2001 A Knight's Tale - als Kate
- 1998 The Man in the Iron Mask - als schoonheid in slaapkamer
- 1998 Left Luggage - als Chaya Silberschmidt

### Televisieseries
Uitgezonderd eenmalige gastrollen.
- 2019-2022 Traces - als professor Sarah Gordon - 12 afl.
- 2021 The Pact - als Anna Price - 6 afl.
- 2017-2020 Better Call Saul - als Lydia Rodarte-Quayle - 4 afl.
- 2017 Loch Ness - als detective-sergeant Annie Redford - 6 afl.
- 2016 The Missing - als Eve Stone - 8 afl.
- 2016 One of Us - als Juliet - 4 afl.
- 2014 Black Box - als Reagan Black - 13 afl.
- 2012-2013 Breaking Bad - als Lydia Rodarte-Quayle - 12 afl.
- 2010-2012 Lip Service - als Cat MacKenzie - 8 afl.
- 2010 Single Father - als Rita - 4 afl.
- 2007 Talk to Me - als Claire Bellington - 4 afl.
- 2005 Casanova - als Henriette - 3 afl.
- 2004 Conviction - als Lucy Romanis - 6 afl.
- 2004 He Knew He Was Right - als Emily Trevelyan - 4 afl.
- 1996 Neverwhere - als Door - 6 afl.

- Biblioteca Nacional de España: XX1718709
- Bibliothèque nationale de France: cb14178836g (data)
- Gemeinsame Normdatei: 1137884649
- International Standard Name Identifier: 0000 0001 1444 4225
- Library of Congress Control Number: no2001085903
- Nationale Bibliotheek van Tsjechië: xx0167697
- Nationale Bibliotheek van Israël: 987007320259905171
- Nationale Bibliotheek van Polen: a0000001637836
- Système universitaire de documentation: 070867437
- Virtual International Authority File: 54357026
- WorldCat: E39PBJfWVHhdf3W4wKMccyFtKd